# La Guanaja
La Guanaja es una localidad cubana del municipio de Esmeralda, perteneciente a la provincia de Camagüey.

## Toponimia
El lugar puede encontrarse referido como La Guanaja y Guanaja.

## Historia
Hacia finales de la década de 1850, el pueblo, por entonces cabeza del partido de Cubitas, tenía contabilizada una población de 138 habitantes. Aparece descrito en el segundo tomo del Diccionario geográfico, estadístico, histórico, de la isla de Cuba de Jacobo de la Pezuela con las siguientes palabras:

Guanaja. (pueblo de la) Cabeza del part.º de Cubitas, á orillas del embarcadero de su bahia, en terreno cenagoso y de planta tan irregular, que no forma ni una call. A pesar de sus cenagosos contornos, es de temperamento saludable. Su tráfico, antes de mucho movimienot, ha decaido en gran manera desde que se habilitó el puerto de Nuevitas. Hácia el S. tiene algunas tierras escelentes para el cultivo. Su vecindario está enteramente privado de agua corriente y se provee de varios algibes y pozos potables y del Soledad, rio que desagua no lejos al O. en la misma bahia. En 1827 se componia esta aldea de un pequeño cuartel para un destacamento de infantería, una pulpería, 4 almacenes, 12 malas casas, y 12 chozas ó ranchos de pescadores con 45 habitantes blancos y 6 esclavos. En 1841 alcanzaba ya 126 habitantes, y en 1846, segun el Cuadro Estadístico, tenia 3 casas de tabla y guano, 3 almacenes de depósitos y 3 tiendas mistas con 82 habitnates blancos, 25 libres de color y 6 esclavos. En 1852 contaba 4 casas de tabla y teja, 31 de tabla, tejamani ó guano, con 2 tiendas mistas, 114 habitantes blancos, 22 de color libres y 2 esclavos. Los datos estadísticos de 1858 le señalaban con un vecindario de 138 individuos de toda edad, sexo y condicion. Está á los 21° 45' de latitud septentrional y por los 11° 28' 30" de longitud occidental de Cadiz, y á 12 leguas N. N. E. de la ciudad cabecera.—La Guanaja debió su poblacion á los barracones que á mediados del siglo XVII levantaron los que se ocupaban en la esportacion de pieles, carne salada y ganado para los corsarios estrangeros, y fué desde entonces el punto que rivalizaba con la bahia de Nuevitas para el contrabando que sostuvieron los de Puerto-Principe casi constantemente desde que á principios del siglo XVIII se posesionaron los ingleses del archipiélago de Bahama. Cerca de este puerto ocurrieron muchos encuentros por mar y tierra con piratas y corsarios. A mediados de febrero de 1779 desembarcaron en la Guanaja algunos centenares de filibusteros ingleses que tomaron posesion de Puerto-Príncipe el 23 del mismo mes para salir al dia siguiente de la poblacion acosados por su vecindario armado. Al retirarse para sus balandras que habian quedado en este punto, fueron alcanzados cerca de la sierra de Cubitas y del punto donde hoy está el caserío de la Entrada, ocurriendo allí un sangriento choque que costó la vida á bastante gente por una y otra parte como puede verse en las páginas 225 y 326 del tomo VIII de las Memorias de la Sociedad Patriótica de la Habana. J. de Puerto-Príncipe.
(Pezuela, 1863, p. 469)

La localidad tenía 1555 habitantes en 1919, 2339 en 1931 y 3066 en 1943.